# Hudau
Die Hudau in Bad Bramstedt (Schleswig-Holstein) ist die Verlängerung der Schmalfelder Au. Sie hat eine Länge von 1,37 km und fließt in die Bramau. Ein weiterer Quellfluss der Hudau ist die Ohlau. Am Zusammenfluss von Ohlau und Schmalfelder Au zur Hudau besteht in einer parkähnlichen Anlage die 3-Auen-Brücke.

## Bilder

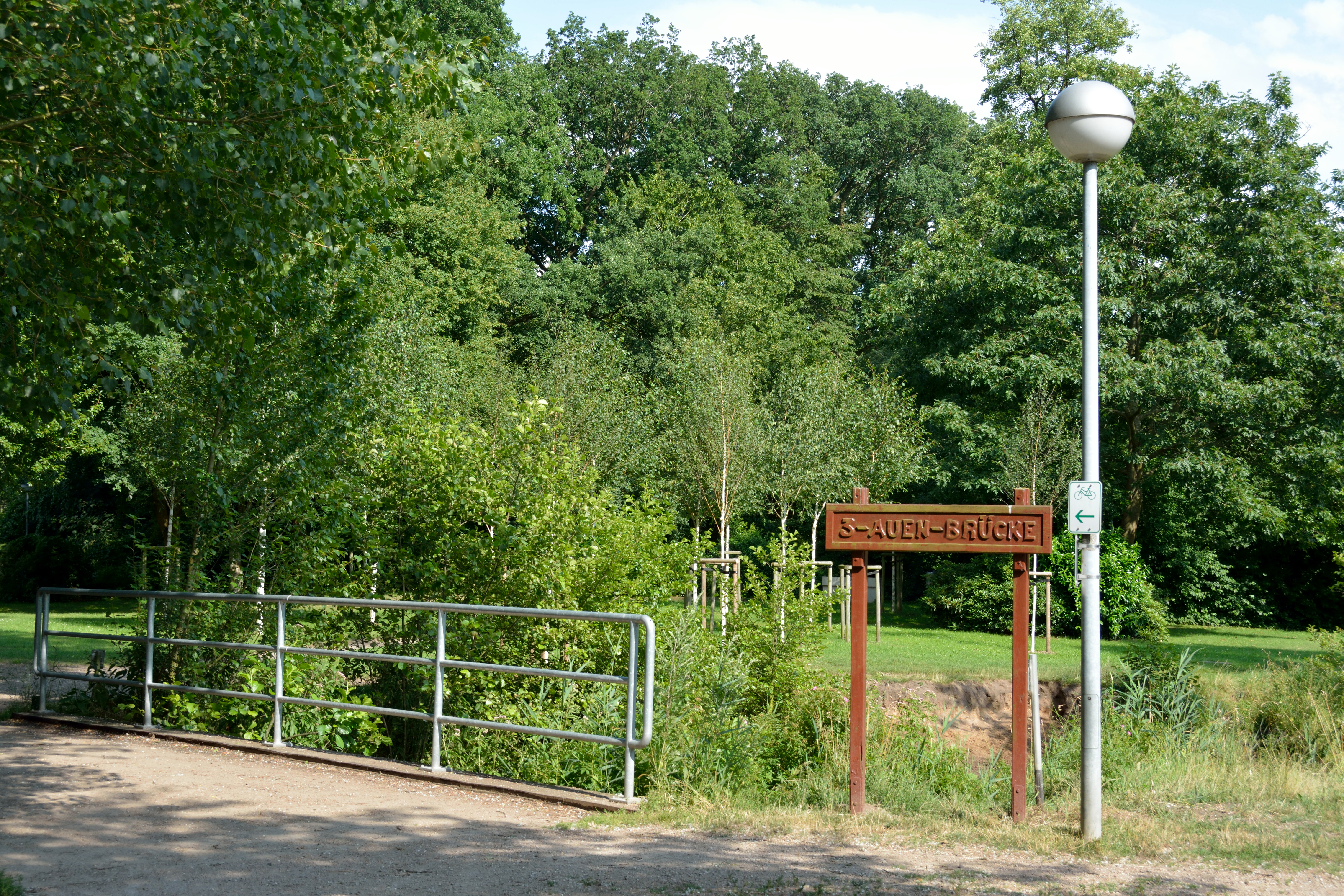
3-Auen-Brücke im Bad Bramstedter Kurgebiet